# Nothobranchius melanospilus
Nothobranchius melanospilus là một loài cá thuộc họ Aplocheilidae. Nó được tìm thấy ở Kenya và Tanzania. Các môi trường sống tự nhiên của chúng là sông có nước theo mùa, intermittent hồ nước ngọt, and đầm lầy nước ngọt.